# 郭常喜
郭常喜（1946年—2024年2月8日），臺灣臺南學甲人，刀劍工藝師，在興達港開設刀鋪、與茄萣區成立冷兵器博物館。

## 生平

### 經營民用刀
郭常喜為1946年次，出生於學甲，頂洲國民小學畢業後跟父親學鐵製農具製作。對此經歷，他以「世間第一甘苦草地人，第二甘苦庄腳人，第三甘苦就是打鐵人」諺語來形容。之後，1970年代，郭常喜跨入食品工業用刀製作因此賺錢，又投資陶瓷業。

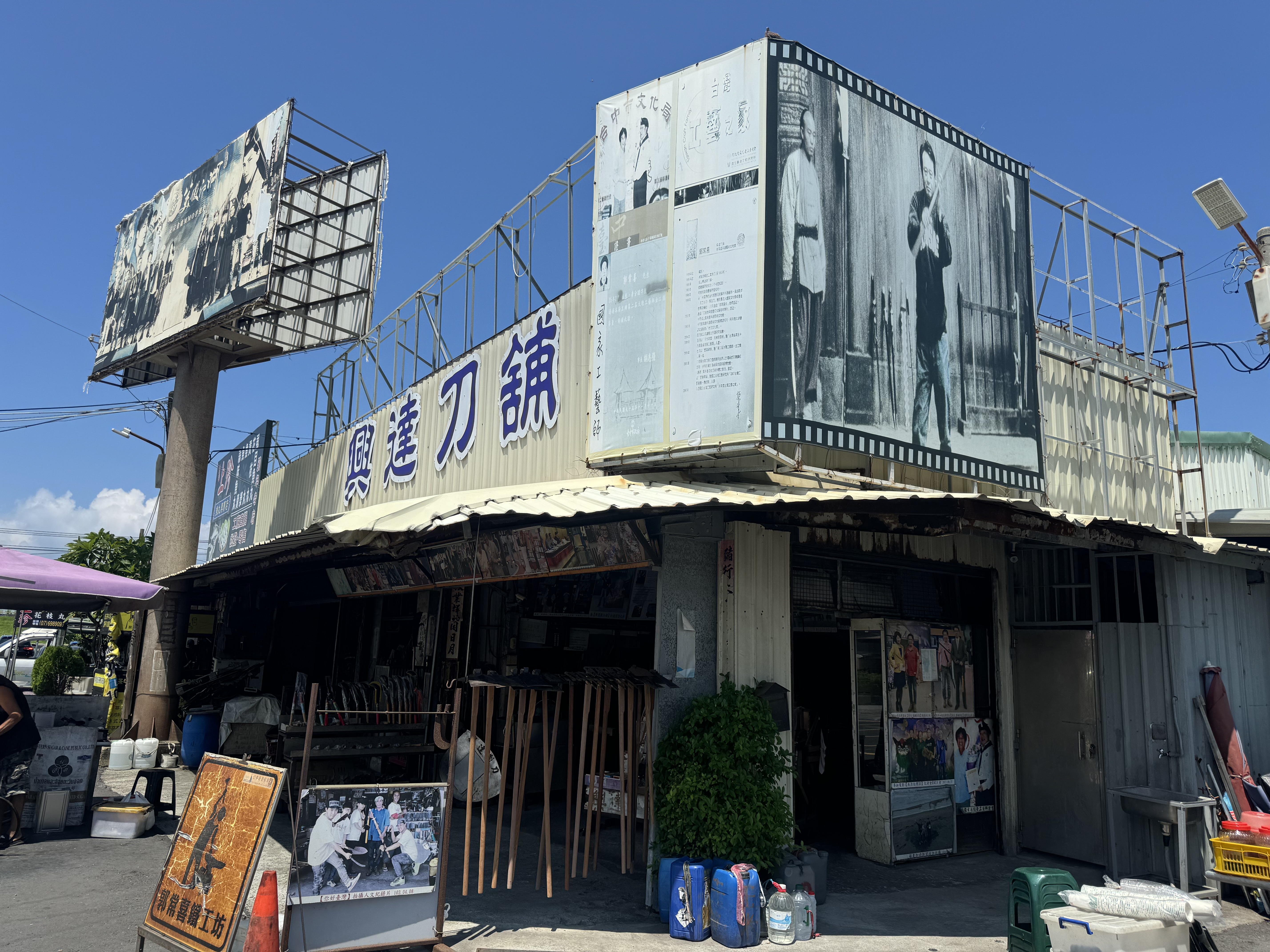
興達刀鋪

郭常喜曾去日本堺市附近的打鐵街觀摩打鐵，1986年又赴日本研習刀具研磨，他考慮到漁港對於刀具的需求，便搬到興達港販售刀具。1990年，郭常喜成立興達刀舖。他擁有多達30項鑄鐵工藝專利，包括自行研發的口袋型折刀、小魚刀、鹿角藝術刀。經由臺南藝術大學金工研究所王梅珍教授的賞識，郭常喜的打鐵技術獲得重視。

### 專研冷兵器
郭常喜是臺灣少數能以傳統鍛造打法製作宋江陣全套武具的工藝師。1999年，國家文化藝術基金會委託他製作武具。對於投入古代冷兵器製作，郭常喜說是受到朋友送的一本介紹收錄中國各式名劍的書影響，因此讓他想用習得的打鐵技術來仿造古劍。他畢生心願是將《古今刀劍錄》中所有兵器打造出來。郭常喜妻子鄭世珍原先反對他對兵器的興趣，後來也轉為支持，認為是丈夫的抱負。
李安在拍攝電影《臥虎藏龍》時，由美術組的王建国設計出贯穿全片始终的青冥劍圖樣，並製作多把道具刀作拍攝。據郭常喜說法，一次李安陪母親來達興港買海鮮，看到他的興達港刀鋪擺滿各種刀劍兵器，之後李安就帶著《臥虎藏龍》的兵器圖樣給郭常喜打造。2001年7月18日，郭長喜拜訪高雄縣長余政憲時，媒體報導他仿造出了青冥劍實體。郭常喜說自己仿造《臥虎藏龍》青冥劍的實體，是以三百層以上的積層鋼，可發揮鐵的韌性及鋼的硬度。之後，郭常喜也自行設計寶劍來參加比賽，如平步青雲天梯穿雲劍入選臺灣省第五十九屆全省美展、豐喜洋劍獲得第2屆大墩工藝師金工類第1名。

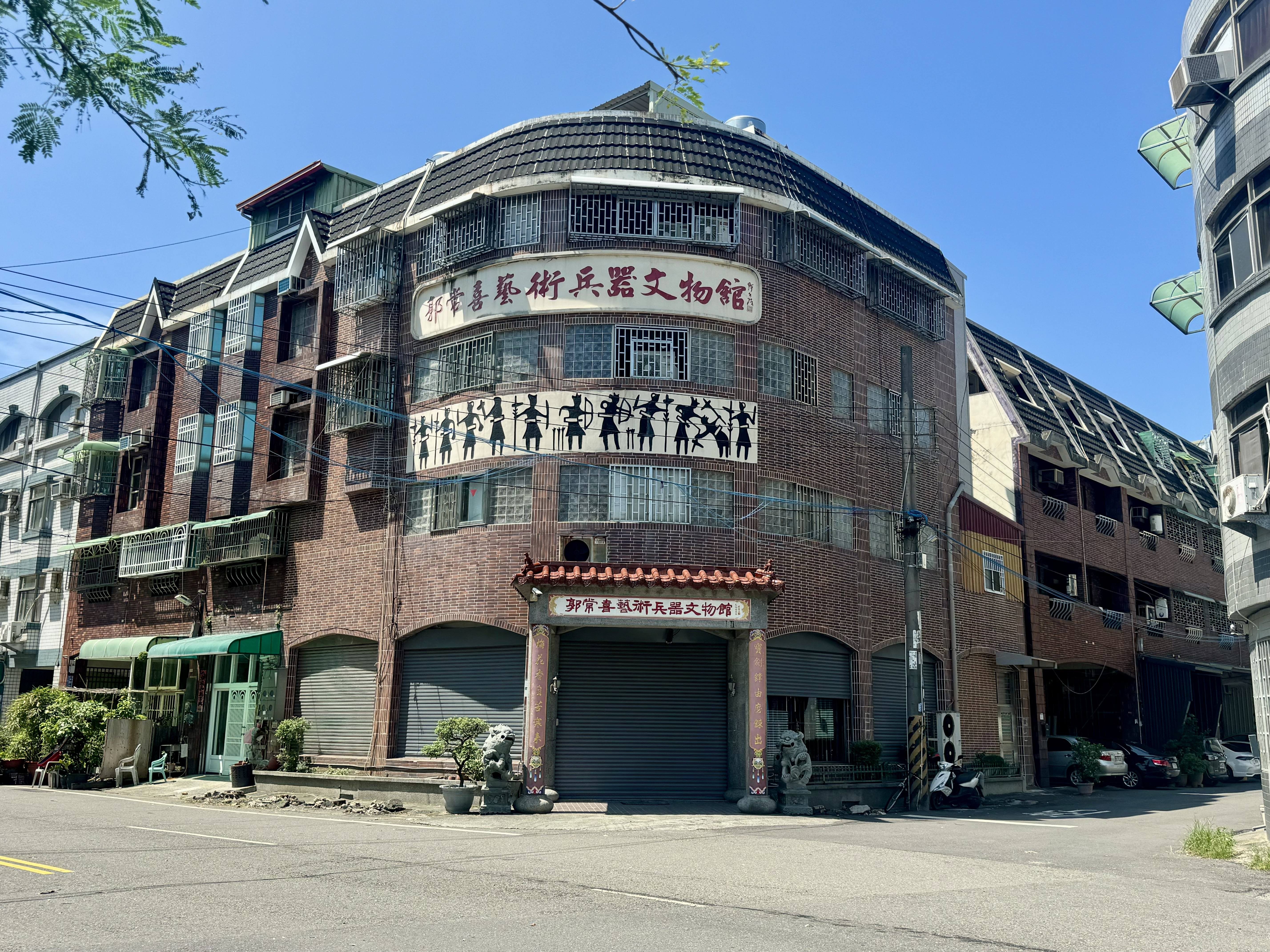
郭常喜藝術兵器文物館

2002年10月15日，郭常喜設置於茄萣鄉民生路226號的郭常喜藝術兵器文物館開幕，由高雄縣文化局長黃燭吉前往祝賀。為充實館藏，郭常喜還訂製了1:4的秦始皇陵銅車馬、與兵馬俑模型。郭常喜將收藏的各類兵器依照春秋戰國以降到宋元明清年代作排列。2007年上市的積木文化出版的《中國兵器事典》，裡面的兵器實體照片就來自此館藏。2007年7月24日，《瘋台灣大挑戰》主持人謝怡芬來此採訪郭常喜。次年5月24日，文建會頒授郭常喜藝術兵器文物館的「台灣工藝之家」揭牌，由高雄縣副縣長葉南銘到場祝賀。郭常喜也曾在此館展示自己從臺灣各地得來的各種農漁具用品。

### 傳授工藝
郭常喜2名子女都無意繼承父親的打鐵技術。郭常喜常感歎和製作宋江陣盾牌的翁明輝一樣，工藝後繼無人。2012年，蘇格蘭人Gene Charlie Wrathall來向郭常喜學藝。之後又有英國人Rhett Peterson拜師。
2017年12月13日，《美力台灣3D》在高雄首映時，作為片中匠師的郭常喜到場。
2023年中，郭常喜摔倒後身體大不如前，於2024年農曆小年夜以78歲過世。

## 外部連結
- 郭常喜兵器藝術文物館的Facebook專頁